# 光忠

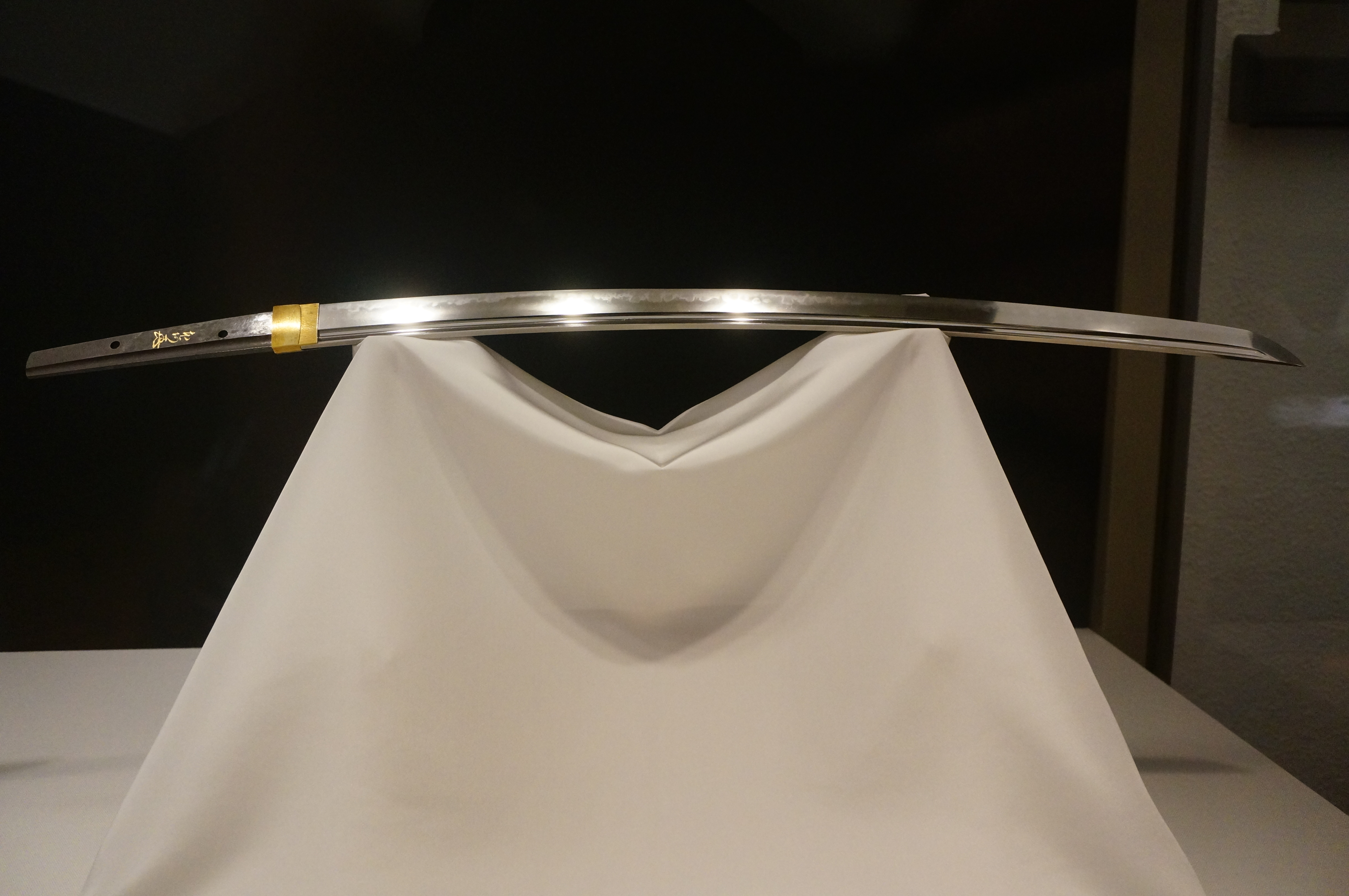
指定名称「太刀 金象嵌銘光忠本阿（花押）」。本阿弥光忠が長船光忠作と極めた太刀を磨上げた打刀で徳川将軍家に伝来した。東京国立博物館蔵、重要文化財。

光忠（みつただ）または長船光忠（おさふね みつただ）は、鎌倉時代中期の備前国（岡山県）の刀工。日本刀の主要産地の一つである備前国において中世を通じて栄えた長船派の実質的な祖であり、古備前派に見られる小沸づいた小乱れの作から、華やかな乱れ刃を焼いた豪壮な作刀まで作域が広い。

## 概要
備前国は古来刀剣の産地として名高く、現在の岡山県南部にあたる吉井川流域では長船派、畠田派、福岡一文字、吉岡一文字、吉井派などの刀工群が鎌倉時代 - 室町時代を中心に活動した。長船派は現在の岡山県瀬戸内市長船町に居住した一派で、多くの著名刀工を輩出し、光忠は一派の実質的な祖とされる。光忠の生没年は不明であるが、『古今銘尽』には宝治、建長年間（1247 – 1255年）頃の人とする。旧御物に「備前国長船光忠」と銘した太刀（三の丸尚蔵館蔵）があり、長船に住したことが明らかである。織田信長は華やかな光忠の作を特に好み、20 数振りを集めた。中でも三好実休が戦死時に帯びていた「実休光忠」に執着し、集めた光忠の中から、実休と交流のあった堺の商人に鑑定させ、大いに愛蔵したと伝わる。なお、実休光忠は本能寺の変で焼失した。

## 作風
現存作刀は比較的少なく、30振り前後しか現存しない。「光忠」二字銘の太刀と、元来長寸の太刀であったものを後世に磨り上げて打刀にしたものとがある。在銘の太刀も後世に磨り上げて寸法を縮めたものが多い。在銘品よりも無銘極め物により華やかな作が見られる。
古備前派にも同名の刀工が存在するが、長船光忠とは別人とみなされている。
姿鎌倉時代中期の姿で、腰反り付き反りが高く、重ねが厚く、身幅が広く、切先が猪首切先となる豪壮な姿のものが多い。
地鉄小板目肌精良でよく詰み、細かい地沸がつき、乱れ映りが鮮やかに立つ。
刃文匂い出来の互（ぐ）の目の丁子（ちょうじ）乱れを基本とし、福岡一文字に見られるような蛙子（かわずこ）丁子、重花（じゅうか）丁子を交えた豪壮華麗なものがある一方で、古備前風の直刃小乱れに丁子足が入る小模様の作もあり、作行は広い。長船派は、一文字派ほど焼刃の高低が目立たず、互の目を交える点が特色である。

## 代表作
「金象嵌銘」とは、後世、本阿弥家が入れた鑑定銘であり、刀工本人が切った銘ではない。
国宝
- 太刀 銘光忠（愛知・徳川美術館）
- 刀 金象嵌銘光忠 光徳（花押）生駒讃岐守所持（号 生駒光忠）（東京・永青文庫） - 光忠の作刀中、最も華やかな作として知られる。
- 刀 金象嵌銘光忠 光徳（花押）（個人蔵）

重要文化財
- 太刀 銘光忠（東京国立博物館）
- 太刀 銘光忠（愛知・徳川美術館）
- 太刀 銘光忠（紀州東照宮）
- 太刀 銘光忠（出雲大社）
- 太刀 銘光忠（岡山・林原美術館）
- 太刀 銘光忠（厳島神社）
- 太刀 銘光忠（1935年指定、所在不明）
- 太刀 銘光忠（1936年指定、所在不明）

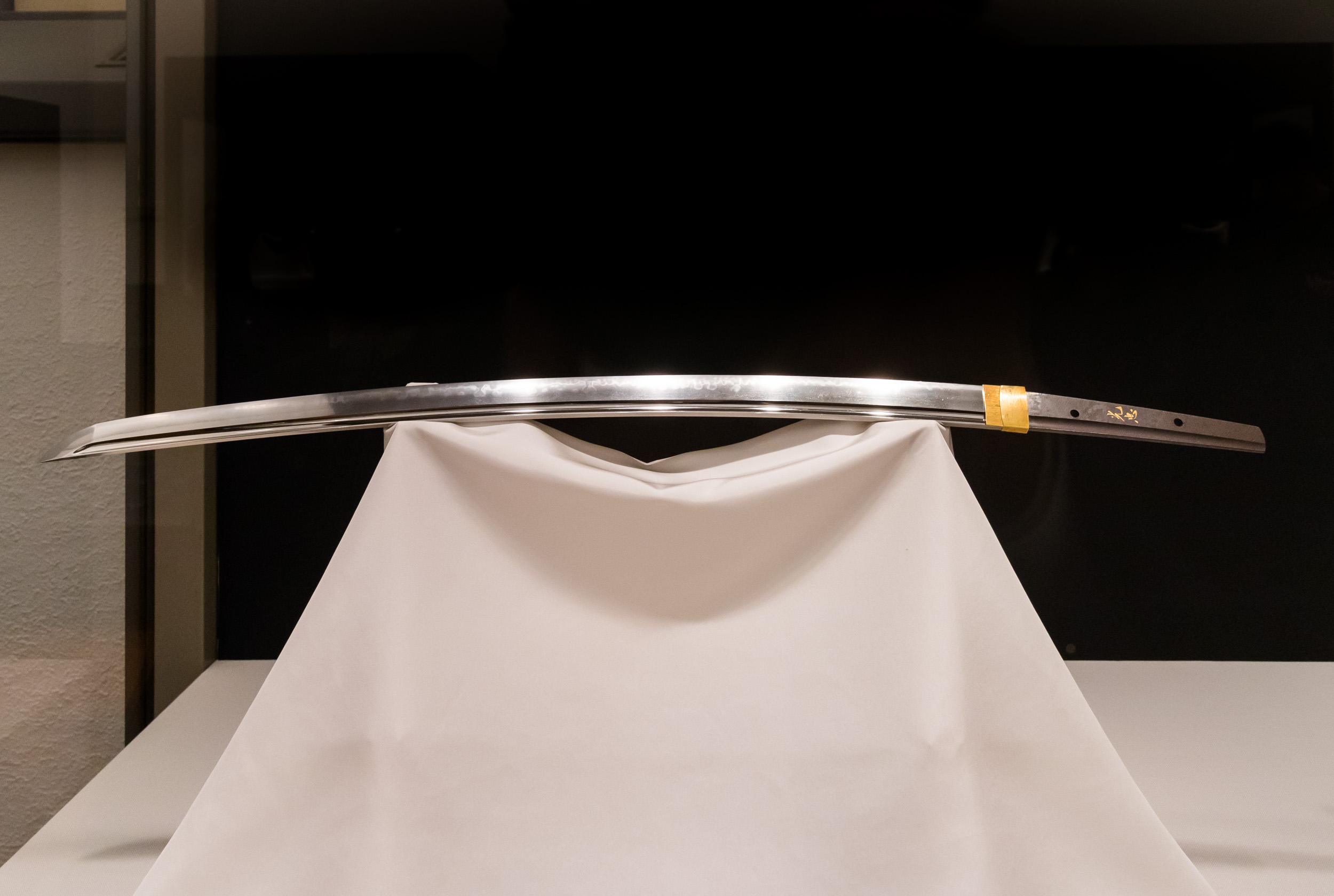
金象嵌銘光忠本阿（花押）。東京国立博物館蔵、重要文化財

- 太刀 銘光忠（1958年指定、所在不明） - 『国宝・重要文化財大全』に写真なし。
- 太刀 無銘伝光忠（1952年指定、所在不明）（号 最上光忠） - 最上家伝来で、生ぶ茎（うぶなかご）無銘の太刀である。
- 太刀 金象嵌銘光忠 本阿（花押）（東京国立博物館） - 徳川将軍家伝来。本阿弥光忠が光忠作と極めた。
- 刀 無銘伝光忠（旧御物、東京国立博物館）
- 刀 無銘伝光忠 「高麗鶴」と金象嵌あり（1941年指定、所在不明） - 小早川隆景が朝鮮出兵の折、佩用。
- 刀 無銘伝光忠（1952年指定、大阪・法人蔵）
- 剣 銘光忠（神奈川・個人旧蔵）[2]

文化庁による所在確認調査の結果、所在不明とされた物件については「所在不明」とした。
その他
- 太刀 銘備前国長船光忠（旧御物、三の丸尚蔵館蔵） - 磨上で、茎尻に銘が残る。直刃小丁子乱れで、地鉄よく詰む。
- 打刀 無銘伝光忠（号 燭台切光忠）（茨城・徳川ミュージアム） - 焼身。伊達政宗が燭台ごと人を斬ったとする逸話を持つ。その後水戸徳川家に伝来、1923年の関東大震災の際に焼失したとされていたが、2015年に徳川ミュージアムが焼身ながら現存していることを公表した。

### 用語
1. 1 2  沸（にえ）・匂（におい） - 沸も匂も冶金学上は同じ組織であるが、刀剣鑑賞においては刃文を構成する鋼の粒子が肉眼で1粒ずつ見分けられる程度に粗いものを沸、1粒ずつ見分けられず、ぼうっと霞んだように見えるものを匂と称する。沸と同様のものが地の部分に見えるものを地沸と称する。
2. ↑  映り（うつり） - 地の部分に刃文とほぼ平行して影のように見えるものであり、備前刀の見所の一つである。